# En las montañas de la locura
En las montañas de la locura (en inglés, At the Mountains of Madness) es una novela corta de ciencia ficción y terror del escritor estadounidense H. P. Lovecraft, escrita en febrero y marzo de 1931 y rechazada ese año por el editor de Weird Tales Farnsworth Wright debido a su extensión. Se publicó originalmente en las ediciones de febrero, marzo y abril de 1936 de Astounding Stories. Ha sido reproducida en numerosas colecciones.
La historia detalla los eventos de una desastrosa expedición a la Antártida en septiembre de 1930, y lo que encuentra allí un grupo de exploradores dirigido por el narrador, el Dr. William Dyer de la Universidad de Miskatonic. A lo largo del relato, Dyer detalla una serie de eventos nunca antes contados con la esperanza de disuadir a otro grupo de exploradores que desean regresar al continente. Estos eventos incluyen el descubrimiento de una civilización más antigua que la raza humana y la comprensión del pasado de la Tierra contado a través de varias esculturas y murales.
La novela tuvo como inspiración el interés de Lovecraft por la exploración antártica; el continente aún no estaba completamente explorado en la década de 1930. Lovecraft se basa explícitamente en la novela inconclusa de Edgar Allan Poe La narración de Arthur Gordon Pym, evocada en numerosos pasajes del relato, sobre todo en el grito: «¡Tekeli-li!», y es posible que haya usado otras historias como inspiración. Muchos elementos de la historia, como el "shoggoth" sin forma, se repiten en otras obras de Lovecraft. La historia ha sido adaptada y utilizada en novelas gráficas, videojuegos y obras musicales.

## Sinopsis
A lo largo de los doce capítulos que componen el relato, se narra la historia en primera persona de William Dyer, geólogo y profesor de la Universidad de Miskatonic de Arkham, el cual realiza una expedición al continente antártico junto a un equipo de especialistas. El superviviente narra cómo se inició el proyecto, cómo partieron junto a un gran equipo de aeroplanos, trineos y, en principio, todo lo indispensable para que el proyecto llegara a buen puerto; una vez instalada la base antártica todo se torna en desgracia tras un vuelo de reconocimiento donde se topan con una impresionante cordillera oscura llena de maldad. El primer grupo que decide explorarla desaparece en extrañas circunstancias y tras varios intentos de localización, la expedición al completo decide desplazarse allí e investigar qué ha ocurrido en ese tétrico lugar.

### Capítulo 1

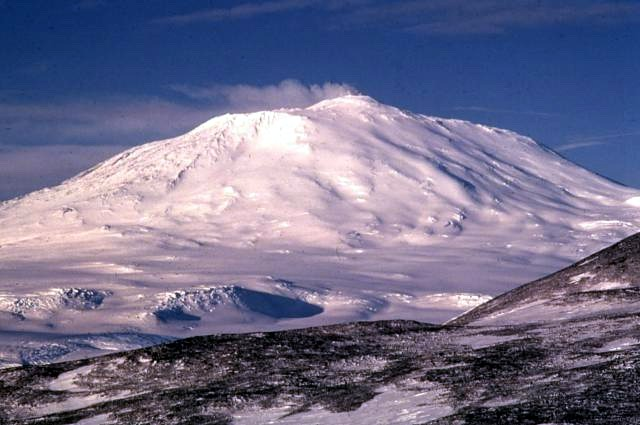
Monte Erebus en la isla de Ross junto al estrecho de McMurdo.

Se explica cómo el protagonista, un geólogo, es guía de una expedición de la Universidad de Miskatonic hacia la Antártida con el objetivo de obtener muestras de rocas y tierra de niveles profundos, con la ayuda de una perforadora diseñada por el profesor Frank H. Pabodie de la misma universidad.
El grupo lo formaban cuatro profesores universitarios: Pabodie, Lake de la Facultad de Biología, Atwood de la de Física y también meteorólogo, y el geólogo y jefe nominal de la expedición, además de dieciséis auxiliares: siete estudiantes graduados de la Universidad de Miskatonic (entre ellos Danfort y Gedney) y nueve mecánicos especializados.
El 2 de septiembre de 1930 partieron en dos barcos desde Boston, Massachusetts. Cuatro meses después, el 6 de enero de 1931, arribaron en la bahía antártica de McMurdo.
Con posterioridad, Lake insistió en hacer un viaje al noroeste ya que le había llamado la atención una marca triangular de treinta centímetros en unas rocas obtenidas durante una exploración en profundidad y que vio se correspondían a una época geológica muy antigua.

### Capítulo 2

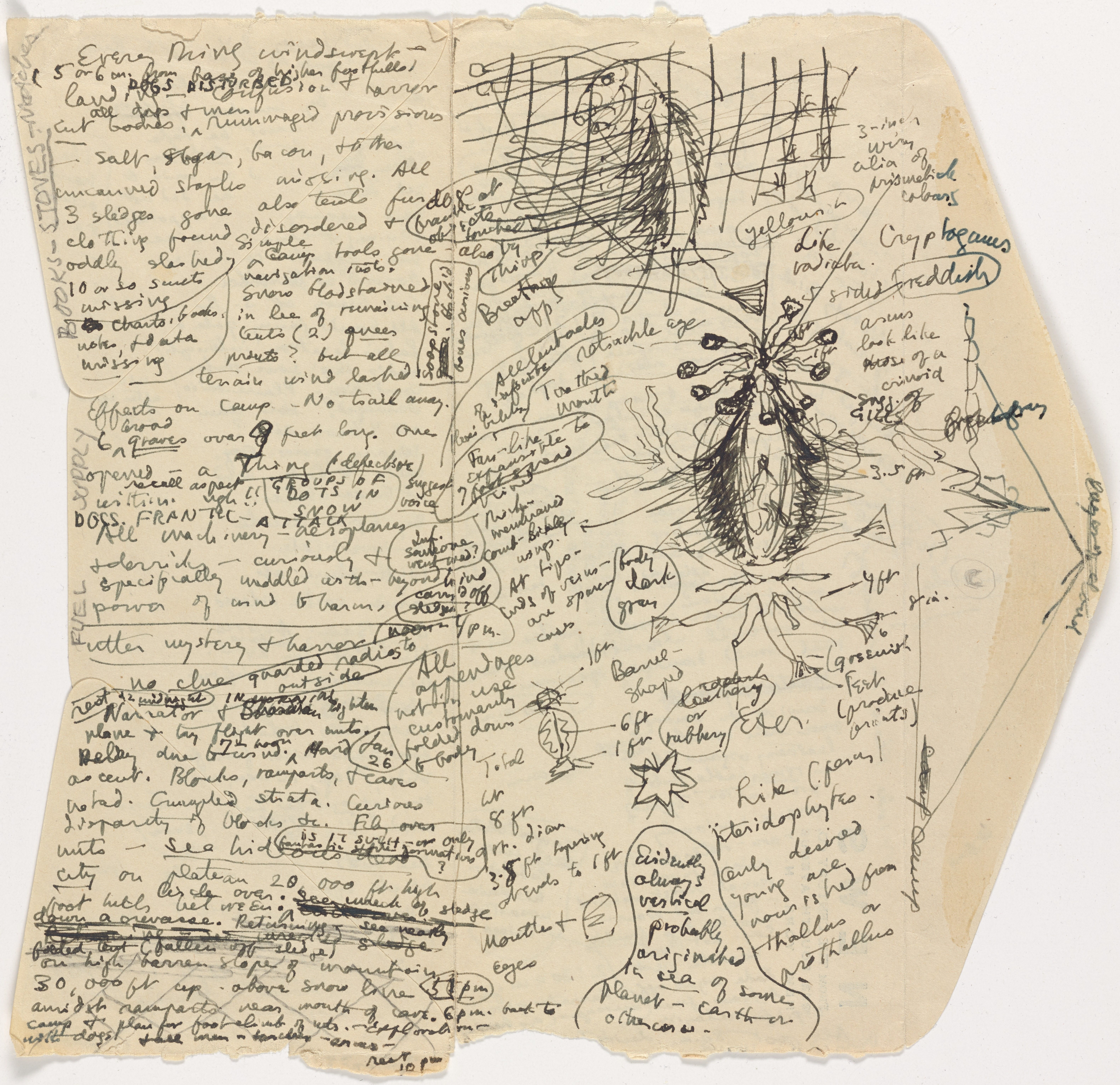
Notas de la trama originales de Lovecraft mostrando bocetos de los ejemplares orgánicos hallados en la prospección.

El 11 de enero Lake partió al noroeste con once personas más, en total doce hombres; el protagonista no lo acompañó, pero sí fue con el estudiante Gedney. Lake enviaba mensajes por radio.
Tras toparse con una cordillera de montañas más altas que el Everest, realizaron una prospección en las estribaciones que les permitió acceder a una cueva subterránea donde hallaron esqueletos fosilizados con marcas de desgarro o mordeduras, formaciones rocosas o estructuras ajenas a todo lo conocido, así como un fósil o cuerpo con forma de barril y aspecto vegetal, con alas plegadas y deteriorado en sus extremos. Lake deduce que fue quien dejó aquella marca triangular en la roca. También había rocas talladas con forma de estrella de cinco puntas.
Luego encontraron otros trece ejemplares orgánicos más, ocho de ellos en perfecto estado, los cuales fueron sacados a la superficie sin que se apercibieran los perros, dado que no soportaban el olor de estos especímenes.
Lake informa que enviará un avión a buscar al protagonista y a Pabodie.

### Capítulo 3
Lake dejó de responder a las llamadas por radio, así que fueron a investigar a su campamento. El 25 enero partieron el protagonista más diez hombres, siete perros y un trineo. Entre los diez iba el estudiante Danfort. El reporte oficial que el protagonista dio al mundo fue que en el campamento encontró once muertos por el frío y el viento, y a Gedney desaparecido; el resto fue censurado al mundo exterior. Añadió que no se halló ningún espécimen biológico entero para el transporte, solo restos, así como esteatitas verdes de cinco puntas y huesos fósiles de los seres aludidos por Lake; ningún perro sobrevivió, el campamento estaba destrozado, los trineos desaparecidos y la perforadora destruida, había dos aeroplanos averiados que se dejaron allí. Faltaban libros e instrumentos científicos.

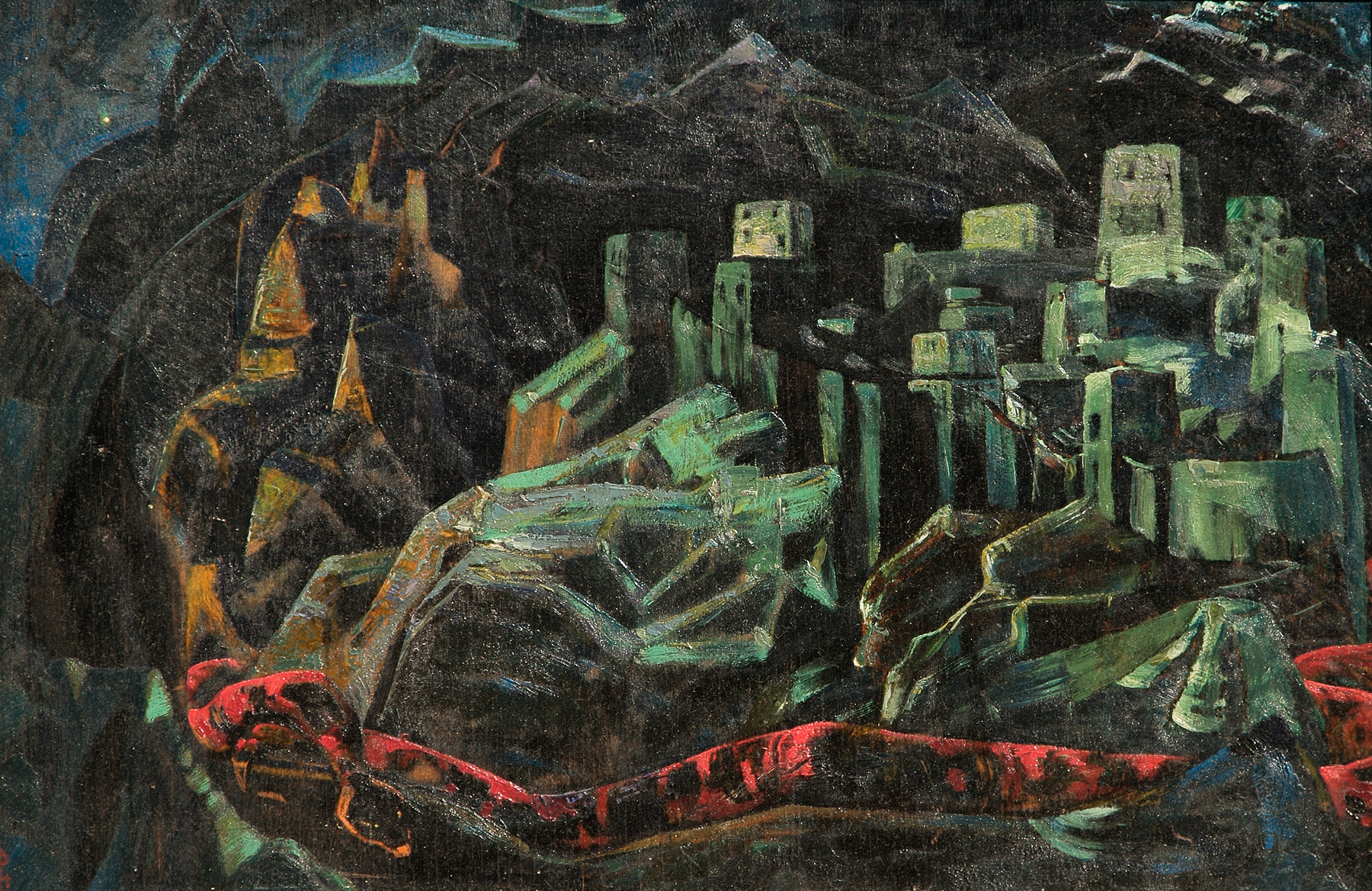
La ciudad condenada, pintura de Nikolái Roerich, 1914.

La verdad, que no fue comentada al mundo, fue que sí había restos de cuerpos enteros: de los catorce ejemplares mencionados por Lake, había seis enterrados en posición vertical bajo montículos de estrellas de cinco puntas. Creyeron que el grupo de Lake lo hizo. Los ocho cuerpos restantes habían desaparecido, quizá arrastrados por el viento. Sí es verdad que fueron encontrados once muertos, incluido Lake, y que Gedney estaba desaparecido.
Al día siguiente, Danfort y el protagonista hicieron un vuelo de investigación en solitario encontrando más allá del asentamiento, en las laderas de las altas montañas, estructuras y ruinas no humanas que asemejaban cuadros de Nikolái Roerich. En el campamento de Lake, otros miembros arreglaron los otros dos aeroplanos. El protagonista ocultó todo lo posible al resto del mundo lo sucedido y visto para que nadie volviera allí. El 28 de enero regresaron a la base pero más al norte. Danfort estuvo nervioso, ya que vio algo que no lo dejó dormir.
El informe de Lake suscitó interés entre paleontólogos y naturalistas, lo cual originó una nueva expedición llamada Starkweather-Moore. El protagonista se empeñó en disuadirlos de que no fueran allí.

### Capítulo 4
El protagonista recuerda que cuando encontraron los cuerpos, además de Gedney faltaba un perro, y que solo Danfort y él lo sabían. También recuerda que los once cadáveres y los perros estaban desgarrados como por bestias o por una lucha encarnizada. El protagonista no cree que Gedney tuviera que ver en el asesinato de los hombres y los perros. Encontraron huellas de algo no humano cerca del campamento. En la mesa donde Lake estaba estudiando el ejemplar hallado, ahora estaban los restos tanto de uno de los once hombres como de un perro, no correspondiéndose ni con Gedney ni con el otro perro desaparecidos.
A continuación, alude al vuelo de investigación en aeroplano citado anteriormente, llevado a cabo junto a Danfort. El viaje duró dieciséis horas y ocultó muchas cosas que detallará ahora. En dicho vuelo encuentran un laberinto de cubos, murallas y bocas de cuevas regulares en las laderas de los imponentes picos. A una altitud de siete mil metros ya no había nieve, solo estructuras rocosas. Recorriendo con la mirada la línea de altos picos identificaron el que Lake había mencionado, con una muralla encima. Parecía medio borrado por una neblina antártica que indujo a Lake a pensar en un primer momento que se trataba de un volcán.

### Capítulo 5
Desde el aire divisaron estructuras con geometrías extrañas que un hombre jamás había visto. Aterrizaron e hicieron una exploración a pie. Se metieron en cuevas y laberintos, dejando papeles como rastro para así no perderse. No había viento. Entraron en casas, estructuras, maderas petrificadas, creyendo que fue un lugar habitado hace millones de años pero abandonado y clausurado de un momento a otro. Quizá debido a la irrupción del frío, emigrando así sus habitantes a otras tierras.

### Capítulo 6

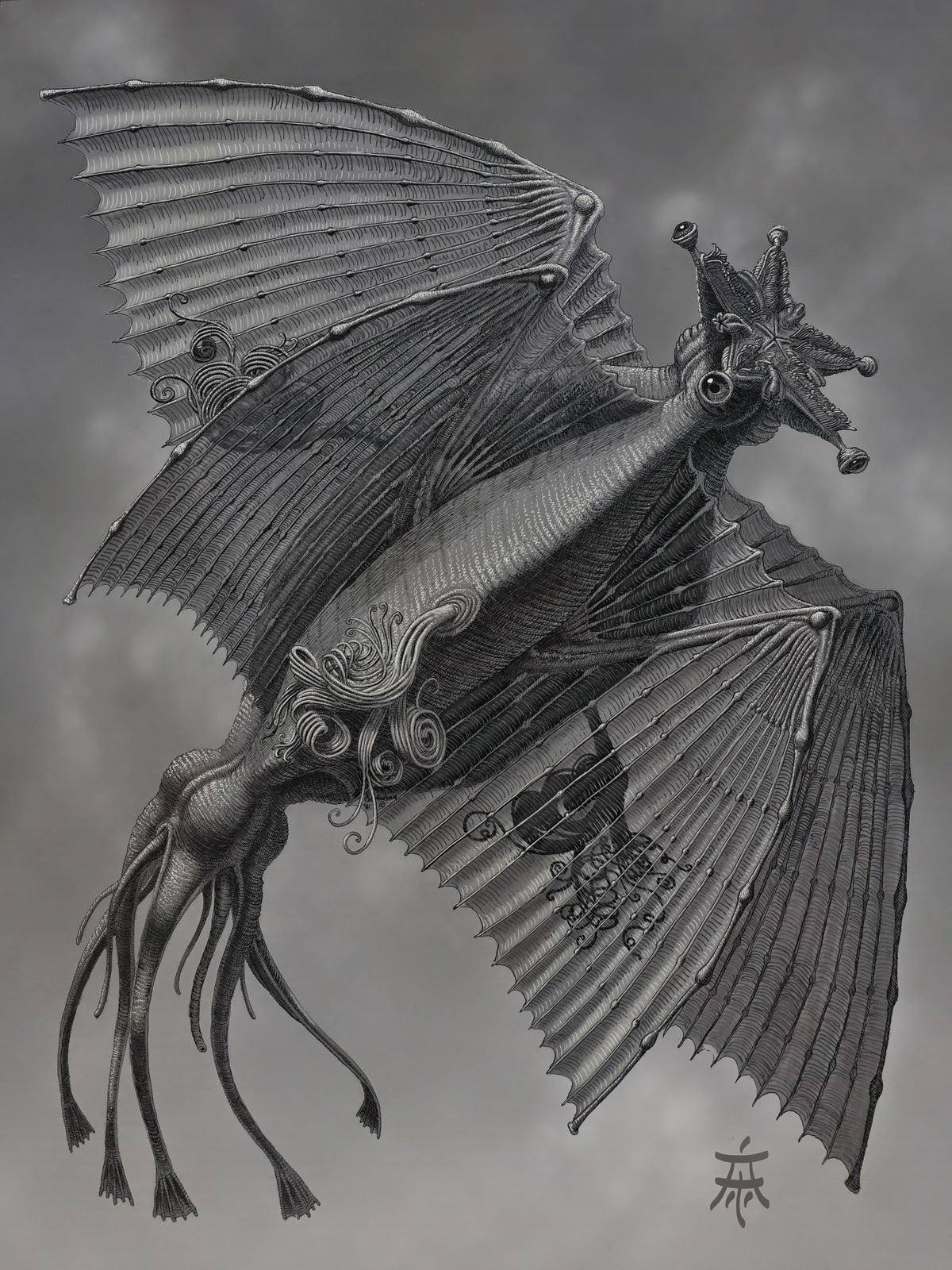
Un espécimen de los Antiguos, ilustración de Tom Ardans.

Encuentran dibujos geométricos. Se notaba que eran de muy avanzada ciencia. Hasta ahora creían que las formas de estrellas de cinco puntas era por algo de religión, pues se percatan de que quienes las tallaron son seres no humanos. El geólogo como leyó el Necronomicón, los identifica como la raza de los Primordiales (o también conocida como los Antiguos), supuesta raza que bajó de las estrellas y creó la vida cuando el planeta Tierra era joven. Eran como barriles, de dos metros, con cabezas en forma de estrella de mar.

### Capítulo 7

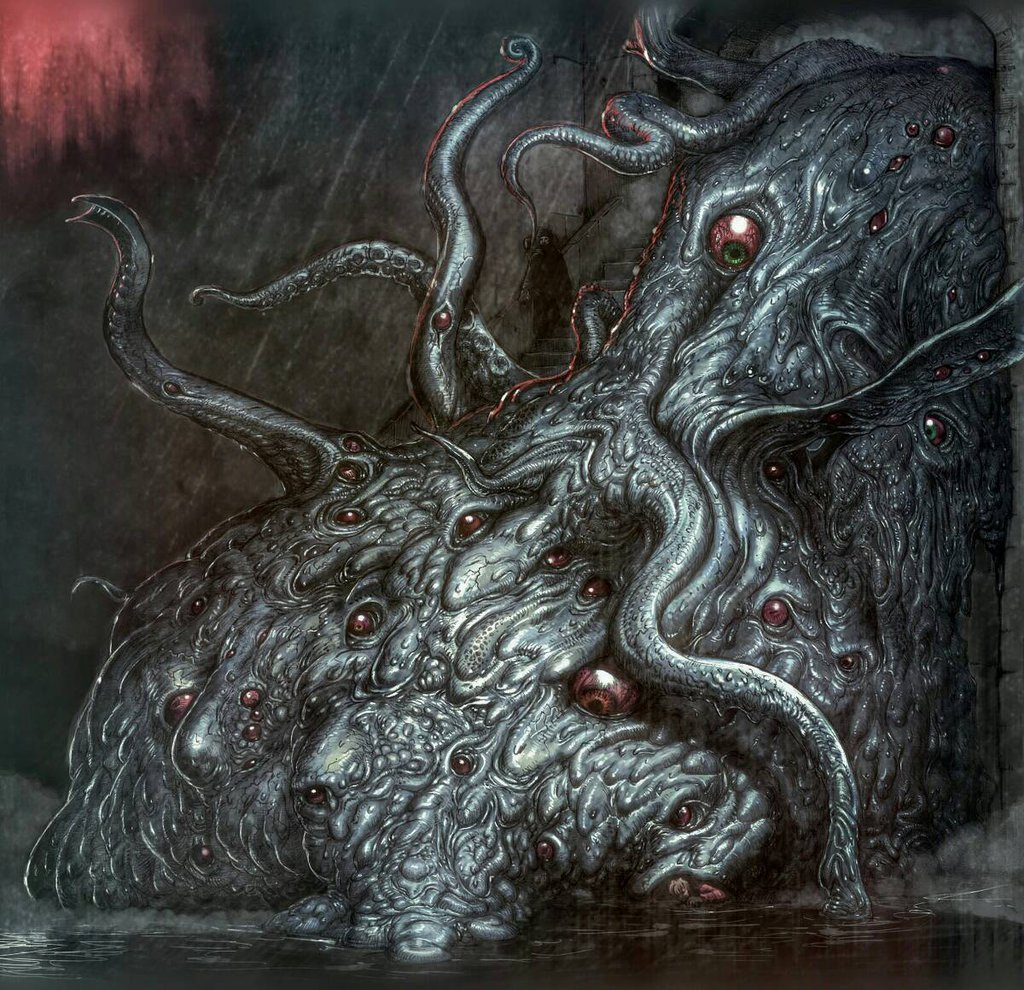
Un Shoggoth, ilustración de Nottsuo.

El protagonista y Danfort leen en las pinturas o dibujos la historia de la raza de los Primordiales, de cómo llegaron del espacio hace millones de años y sus luchas posteriores con otros entes también venidos a la tierra. Vivieron en una ciudad sobre tierra y otra bajo el mar. Podían crear masas gelatinosas llamadas «Shoggoth» o «shogoth» que, según el Necronomicón, eran los esclavos empleados para los trabajos pesados.
Los shogoth se creaban con hipnosis y adoptaban formas y conciencia de sus creadores, además eran como esclavos ya que gracias a ellos hicieron ciudades y los laberintos. Los Primordiales gracias a sus alas podían volar a otros planetas, también tenían una especie de raza para divertirse, como un mono o simio, que además les servía de alimento. Era un gobierno de tipo socialista y se reproducían por esporas. Los Primordiales que vivían en tierra tuvieron una guerra con las semillas estelares de Cthulhu, seres con forma de pulpo engendrados por Cthulhu, por lo que se tuvieron que refugiar en el mar. Más tarde, hicieron la paz y les cedieron las tierras de la superficie a las semillas. Con la deriva continental y los cambios climáticos se hundieron tierras y mueren las semillas de Cthulhu y el mundo quedó de nuevo solo para los Primordiales. Los shogoth se podían crear en la tierra y en el agua, pero en el agua eran un problema debido a que obtenían una mayor inteligencia. Los shogoth eran como burbujas aglutinadas de hasta 4.2 metros de alto y a veces tenían forma esférica. Los shogoth con el tiempo se rebelaron y entraron en guerra con los Primordiales del mar, en los dibujos se veía como los shogoth decapitaban a sus víctimas. Al final los Primordiales ganaron y domaron a los shogoth como bestias. Los shogoth de tierra no eran una amenaza aunque no había indicio que hubieran desaparecido. Luego sufrieron otra nueva invasión de una raza extraterrestre, los llamados Mi-go según el Necronomicon, los Primordiales trataron de escapar al espacio pero no pudieron, ya que habían perdido la capacidad de volar. Los Mi-go acabaron con todos los Primordiales que vivían en Tierra, y tan solo quedaron los del mar y los que alcanzaron sus refugios en el norte. El protagonista cree que probablemente estas historias son sólo el folclore de los Primordiales. El lugar donde estaba con Danfort era el refugio principal, la ciudad donde terminó la raza escondida al final de los tiempos.

### Capítulo 8
El protagonista (Dyer) cree que el lugar donde está con Danfort es la maldita «Meseta de Leng» nombrada en el Necronomicón. Cuenta que en los mapas dibujados, se veían dos túneles que conducían desde la metrópolis donde se hallaban hasta un abismo que a su vez llevaba a la ciudad que estaba bajo el mar, donde había otra metrópolis. En aquella zona ya no había aves, ya que habían volado a otras zonas miles de años atrás por el frío, solo enormes pingüinos.

### Capítulo 9
El protagonista y Danfort con su afán curioso querían explorar más en los túneles que llevaban al abismo. Usan una linterna, y no las dos para ahorrar. Encuentran olores nauseabundos, luego olor a gasolina natural. Encuentran un lugar con las cosas perdidas del campamento de Lake. Había un mapa con un trayecto por los túneles, el protagonista cree que fue cosa de Gedney aunque tiene la duda ya que se ve que fue alguien que conocía el lugar. Tenían curiosidad y no se fueron ya que sabían que si en la remota posibilidad que algún Primordial estuviera vivo lo más seguro arrancaría hacia el abismo, o saldría al norte en busca de luz ya que la necesitaban. Más abajo en otro lugar encontraron los tres trineos del campamento de Lake. Luego en otro cuarto encontraron los cuerpos sin vida de Gedney y el perro que faltaba, ambos estaban muy cuidados, con heridas en el cuello pero con cintas adhesivas para curarlas. Alguien se preocupó por ellos.

### Capítulo 10
Escucharon el sonido ronco de un pingüino, luego vieron uno de 1.8 metros, eran gigantes, pero no peligrosos. Luego encuentran un grupo, todos ciegos por estar tanto tiempo en la oscuridad. El protagonista cree que eran descendientes de los que convivieron con los últimos Primordiales. Luego encuentran la entrada al gran abismo.

### Capítulo 11
Más tarde encuentran decapitados los cuatro cadáveres indicados por Lake, esos con forma de estrella de cinco puntas (Primordiales) pero no con corte, sino por succión de algo. Danfort gritó de horror muy fuerte. Quizá los pingüinos los atacaron en masa con el pico. Pero el protagonista recuerda que según la historia que leyó en las paredes, los shogoths eliminaban así a sus rivales. El protagonista entiende al final que los Primordiales eran buenos, y un ser mucho peor que ellos los eliminó. Vieron la viscosidad negra que salía de las cabezas cortadas y en la pared, estaba como recién escrita con ella en su escritura de puntos cósmicos. Empezó a salir mucha neblina del ambiente luego del grito de Danfort y escucharon un silbido o nota musical a lo lejos que sonaba como «¡Tekeli-li!». Huyen hacia la superficie ya que escuchan algo. En los túneles lograron engañarlo y salieron, no sin antes ver con la linterna a aquello que se conoce como «lo que no debe ser», un «conjunto informe de protoplasma burbujeante»: era un shogoth. 

### Capítulo 12
Lograron escapar y se fueron. Según el protagonista, Danfort sufrió graves secuelas psicológicas que han perdurado hasta el día de hoy. Como por ejemplo, susurrar frases relacionadas con el tema.

## Personajes
- Frank H. Pabodie: miembro del departamento de ingenieros de la Universidad de Miskatonic, creador de la barrena que se usó en la expedición y miembro de la misma.
- Lake: profesor de la Facultad de Biología. Es el más osado del grupo y quien descubre las montañas, además de los antiguos especímenes extraterrestres a los que apoda como Antiguos debido a la semejanza de estos con monstruos descritos en el Necronomicón.
- Atwood: profesor de la Facultad de Física, meteorólogo y miembro de la subexpedición.
- Dyer (narrador): profesor emérito de geología en la Universidad de Miskatonic y jefe nominal de la expedición.
- Danforth: estudiante graduado en la Universidad de Miskatonic y descrito como un gran lector de material bizarro, haciendo así frecuentes referencias a Edgar Allan Poe; también se dice que es una de las pocas personas que ha leído la edición completa del Necronomicón. Al final de la historia, cuando escapa en un avión junto a Dyer, mira hacia atrás y ve algo que le hace perder totalmente la cordura, se especula que lo que Danforth ve es al Mal en sí mismo.

## Adaptación cinematográfica

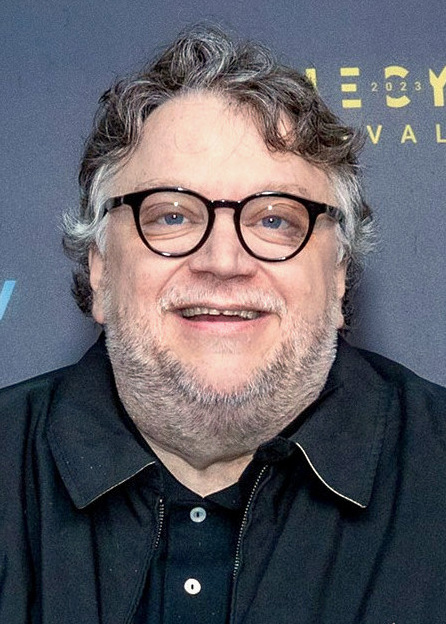
El director mexicano Guillermo del Toro, posible candidato a realizar una adaptación cinematográfica definitiva de En las montañas de la locura.

En 2006, el director Guillermo del Toro y el guionista Matthew Robbins escribieron un guion basado en la novela de Lovecraft, pero tuvieron problemas para que Warner Bros. financiara el proyecto. Del Toro escribió:

El estudio está muy nervioso por el coste y la novela no tiene una historia de amor o un final feliz, pero es imposible hacerlo de este modo en el universo de Lovecraft".

En julio de 2010 se anunció que la película se realizaría en 3D y que James Cameron se convertiría en productor, con las actuaciones de Tom Cruise y Ron Perlman. Esta "era una perspectiva sorprendente teniendo en cuenta que la historia de Lovecraft había sido considerada como no filmable". Del Toro confirmó que la película comenzaría a producirse en mayo de 2011 y su filmación en junio. Durante nueve meses se hicieron bosquejos, se diseñaron criaturas y se construyeron foros. Sin embargo, en marzo de 2011 Universal Studios se negó a dar luz verde al proyecto porque requería de un costoso presupuesto de $150 millones de dólares para su realización en Alaska y "a la insistencia de Del Toro de que fuera lanzado con una calificación R (restringido a menores de 17 años que no estén acompañados por un adulto) en lugar de PG-13"  para hacer justicia a la visión del autor.
En 2012, Del Toro publicó que, debido a la semejanza en la premisa con la película Prometheus de Ridley Scott (precuela de Alien), el proyecto probablemente enfrentaría una "larga pausa, si no la desaparición".
En 2013, el director declaró en una entrevista que intentaría una vez más lograr la adaptación. Y en julio de 2014, comentó la posibilidad de retomar la película bajo la producción de Legendary mostrando su disposición para llevar a cabo las necesarias variaciones con el fin de pasar de la calificación R a la más comercial PG-13:

Voy a explorar las maneras de hacerla tan terrorífica como sea posible, solo que no tan explícita.

El 26 de noviembre de 2018, Del Toro confesó en Twitter la lista de guiones que no había logrado convertir en películas, entre ellos En las montañas de la locura.
El 6 de marzo de 2020, se filtró el guion de la adaptación cinematográfica de En las montañas de la locura de Del Toro, 108 páginas disponibles en línea.
En diciembre de 2021, el director declaró que seguía comprometido a llevar el imaginario de H. P. Lovecraft al cine rescatando En las montañas de la locura para Netflix, dado que fue este uno de los primeros proyectos que presentó a la plataforma tras cerrar un contrato de varios años con ella en 2020. Añadiendo que de salir adelante, la adaptación incluiría cambios ajustados a su visión actual:

El guion que escribí hace 15 años no es el guion que haría ahora; necesito reescribirlo. No solo para reducirlo, sino porque entonces intentaba salvarlo con elementos que lo hicieran capaz de seducir a la maquinaria de estudios. Un blockbuster. Y creo que ya no necesito conciliar esto. Puedo ir a una versión más esotérica, más extraña y pequeña, donde retome algunas escenas que se quedaron fuera. (...) Ya he hecho set pieces así, me apetece ir en una dirección más rara. Sé que algunas cosas se mantendrán. Sé que el final que tenemos es uno de los más intrigantes, extraños e inquietantes para mí, y hay unas cuatro escenas de terror del guion original que adoro.

En noviembre de 2022, el propio director publicó en su Instagram una prueba de efectos digitales para la película elaborada por Industrial Light & Magic.

## Edición en español
En las montañas de la locura ha tenido diversas traducciones a lo largo del tiempo, destacando:
- Calvert Casey en Seix Barral (1990, ISBN 978-84-322-0174-5).
- Francisco Torres Oliver incluida en el segundo volumen de la Narrativa completa en Valdemar (2004, ISBN 978-84-7702-479-8).
- Patricia Willson en Libros del Zorro Rojo (2010, ISBN 978-84-92412-40-2).
- Fernando Calleja en Alianza (2011, ISBN 978-84-206-3640-5).
- Juan Antonio Molina Foix en Cátedra (2011, ISBN 978-84-376-2891-2).
- Miguel Temprano en Acantilado (2014, ISBN 978-84-16011-00-1).
- Axel Alonso Valle incluida en H.P. Lovecraft anotado de Akal (2017, ISBN 978-84-460-4386-7).
- José A. Álvaro Garrido como relato antológico en En las montañas de la locura y otros relatos de Alma (2018, ISBN 978-84-17430-04-7).

Novela gráfica
- Lovecraft, Howard Phillips (2020/2021). En las montañas de la locura. Minotauro Ilustrados. Ilustración François Baranger, traducción Calvert Casey, dos volúmenes, formato 26 x 35 cm. a color, tapa dura con sobrecubierta. Minotauro.

1. Volumen 1. 2020. ISBN 978-84-450-0852-2.
2. Volumen 2. 2021. ISBN 978-84-450-0971-0.